# Арт радио
Арт радио била је радио станица, основана 2002. године, а угашена 2008. 

## Опште информације
Током постојања, Арт радио је тврдио да је најкомплетнија ЦД и ЛП библиотека светских стандарда, укључујући неке врло вредне и ретке архивске записе са оригиналних носача звука. На радију се пуштала новија поп и рок музика из осамдесетих и деведесетих година, као и најновије песме тада највећих светских звезда. Током дана постојале су најаве културних дешавања у Београду, укључујући новости везана за позоришта, галерије, биоскопе и концерте, којима је ова радио станица често била спонзор.
У августу 2008. године, Регулаторна агенција за електронске комуникације и поштанске услуге потврдила је да се у Србији илегално емитују 33 радио станице, а Арт Радио била је једна од њих. Радио је званично угашен у децембру 2009. године.